# 디 오더 (2024년 영화)
《디 오더》(영어: The Order)는 2024년 개봉한 미국의 범죄 스릴러 영화로, 저스틴 커젤이 감독을 맡았다. 제81회(2024년) 베네치아 영화제 황금사자상 경쟁후보작이다.

## 출연진
- 주드 로
- 니컬러스 홀트
- 타이 셰리던
- 저니 스몰렛
- 앨리슨 올리버
- 오데사 영
- 서배스천 피것
- 조지 초르토프
- 빅터 슬리잭
- 마크 매런
- 필립 그레인저
- 에드워드 홀